# Wolfgang Zoubek
Wolfgang Zoubek (* 11. Mai 1945 in Klattau; † 11. Juni 2007 in München) war ein deutscher Komponist und Organist.

## Werden und Wirken
1966 machte Zoubek sein Abitur am Musikgymnasium der Regensburger Domspatzen. Er begann im selben Jahr ein Studium der Schulmusik und Orgel bei Franz Lehrndorfer und Kompositionslehre bei Günter Bialas und Wilhelm Killmayer. Von 1976 bis 1977 war bei einem Auslandsaufenthalt in Paris Olivier Messiaen sein Lehrer. In den Jahren 1990, 1992 und 1994 weilte er zu Studienzwecken auf Bali, wo er sich mit den fernöstlichen Stilen und Tonsystemen beschäftigte.
Zoubek war seit 1996 Mitarbeiter der Leitung des Studios für Neue Musik in München, wo er auch bis zu seinem Tode als Organist und Lehrer lebte.

## Auszeichnungen
- Sudetendeutscher Kulturpreis für Musik

## Werkauswahl
- Peterchens Mondfahrt (1995)
- 1. und 2. Ballade für Violoncello und Klavier (2002)
- Vier Versetten über Salve Regina für Orgel (2002)
- Phantasie ohne Fuge über Bach (Le sacre double) für Klavier (2002)
- Dvorak-Phantasien für Sinfonieorchester (2004)
- Kidung jagat – Gesänge im grenzenlosen Raum für Klavier (2005)